# Navalla automàtica
Una  navalla automàtica o ganivet automàtic és un tipus de ganivet de butxaca, amb una fulla que es pot desplegar ràpidament. Com en el cas d'un ganivet plegable, en la posició de repòs, la fulla es troba dins del mànec (que fa de " beina "), però només prement un mecanisme, generalment un botó, hi ha una molla que fa que la fulla surti amb gran rapidesa fins a arribar a la posició típica de funcionament d'una fulla de ganivet estàndard, on queda enclavada. Cal prémer una palanqueta per tornar-la a plegar fins a la posició de repòs. A part porta un altre botó lliscant per tal de bloquejar-la en aquesta posició de repòs.

## Història
La seva evolució ha seguit diverses vies en els diferents països. Hi ha una patent francesa concedida a M.Lepage el 1890: "pour un nouveau couteau a ouverture automatique". A Itàlia va arribar a ser una arma realment temuda fins a la seva prohibició als diferents llocs, va adoptar fins i tot un disseny únic en el seu gènere, apareixent per primera vegada al catàleg de 1925 del lloc d'invenció d l'"estiletto", la "Compagnia Coricama" de Maniago.

## Limitacions legals

Una navalla automàtica

Per les seves característiques de ràpida extracció-ocultació i l'alt potencial per fere-ne abús, la navalla automàtica és generalment considerada legalment com una veritable arma blanca, i prohibida en certs països.

### Legalitat als Estats Units d'Amèrica
Al contrari del que passa amb els  ganivets balístics, que són il·legals en tot el territori dels Estats Units d'Amèrica, la possessió de les navalles automàtiques convencionals, és legal a més de 30 estats.

## A la ficció
- Doce hombres sin piedad (minut 28:00)[5]
- The magnificient seven (gun vs.knife)[6]
- OK Corral (minut 1:28)[7]